# Jan Möller
Jan Möller (17 de setembro de 1953) é um ex-futebolista sueco que atuava como goleiro.

## Carreira
Möller teve uma bem sucedida carreira de 16 anos pelo Malmö FF durante os anos 70 e 80 (dois períodos diferentes), jogando na final da Liga dos Campeões de 1978-79 contra o Nottingham Forest, uma derrota por 0-1 em Munique.
Ele também jogou pelo Helsingborgs IF, Bristol City da Inglaterra, Toronto Blizzard do Canadá e Trelleborgs FF, aposentando-se profissionalmente aos 40 anos; em 1979, ele foi premiado com o Guldbollen.
Möller competiu na Copa do Mundo FIFA de 1978, sediada na Argentina, na qual a seleção de seu país terminou na décima terceira colocação dentre os 16 participantes.

## Títulos

### Time
- Liga Sueca: 1974, 1975, 1977, 1985, 1986, 1987, 1988
- Copa da Suécia: 1973, 1974, 1975, 1978, 1980, 1984, 1986

### Individual
- Melhor Jogador da Suécia: 1979